# 马克斯·瓦尔特 (举重运动员)
马克斯·瓦尔特（1905年1月30日—1987年）是一名德国举重运动员，他曾参加过1936年夏季奥林匹克运动会，在次轻量级比赛中获得第八名。马克思出生于法国梅斯，在杜伊斯堡逝世。